# Salpichroa tristis
Salpichroa tristis är en potatisväxtart som beskrevs av John Miers. Salpichroa tristis ingår i släktet Salpichroa och familjen potatisväxter. Utöver nominatformen finns också underarten S. t. lehmannii.